# Vladímir Drínfeld
Vladímir Gershónovich Drínfeld (en ucraniano, Володимир Гершонович Дрінфельд; en ruso Владимир Гершонович Дринфельд, República Socialista Soviética de Ucrania, 14 de febrero de 1954) es un matemático ganador de la Medalla Fields, otorgada por la Unión Matemática Internacional en 1990 y del Premio Wolf en Matemática en 2018 (compartido).
Siendo un adolescente ya destacaba como matemático, ganando la medalla de oro con una puntuación perfecta en la Olimpiada Internacional de Matemática con 15 años en 1969, entrando en ese mismo momento a la Universidad Estatal de Moscú, graduándose en 1974. Actualmente es profesor en la Universidad de Chicago.
Sus contribuciones a las matemáticas son muy diversas, destacando la invención del Módulo Drinfeld.